# Penthe pimelia
Penthe pimelia là một loài bọ cánh cứng trong họ Tetratomidae. Loài này được Fabricius miêu tả khoa học đầu tiên năm 1801.